# Alfred Duvaucel

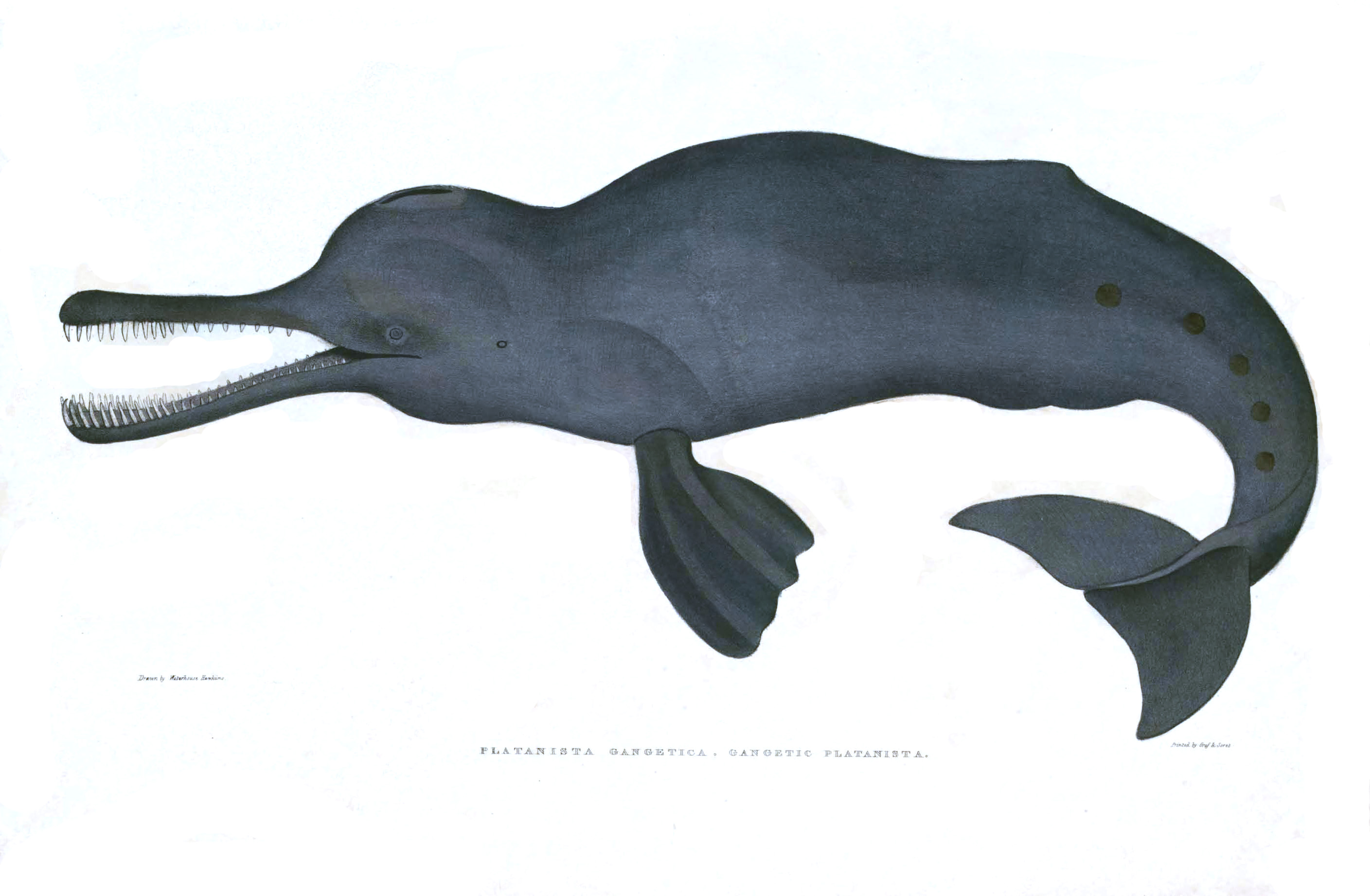
Dibuix del dofí del riu Ganges per Benjamin Waterhouse Hawkins, 1832

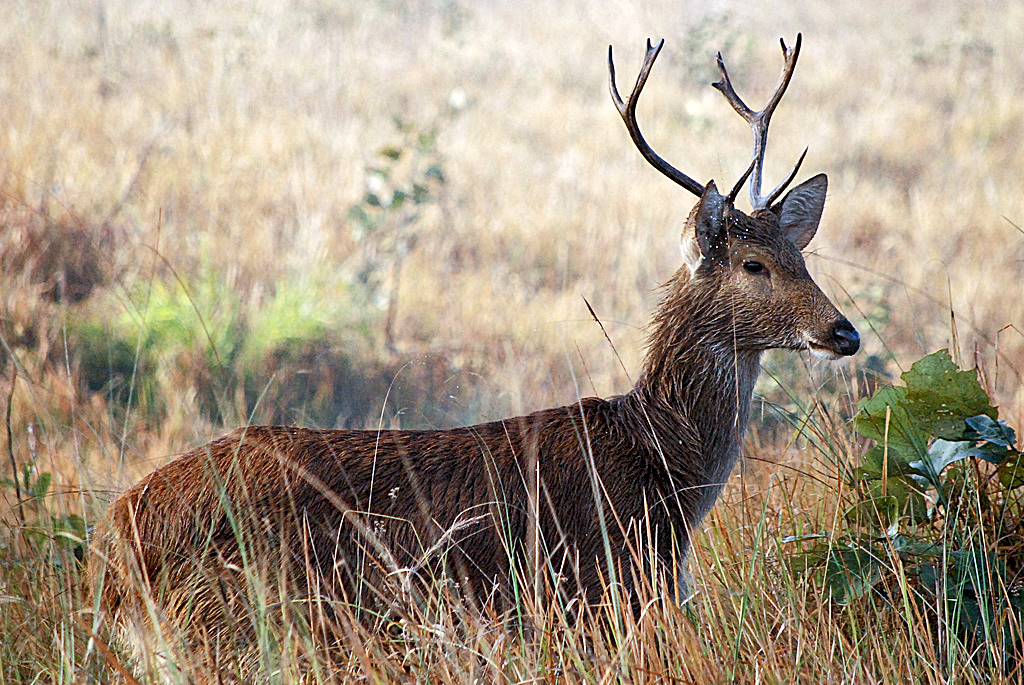
Cervus duvaucelii

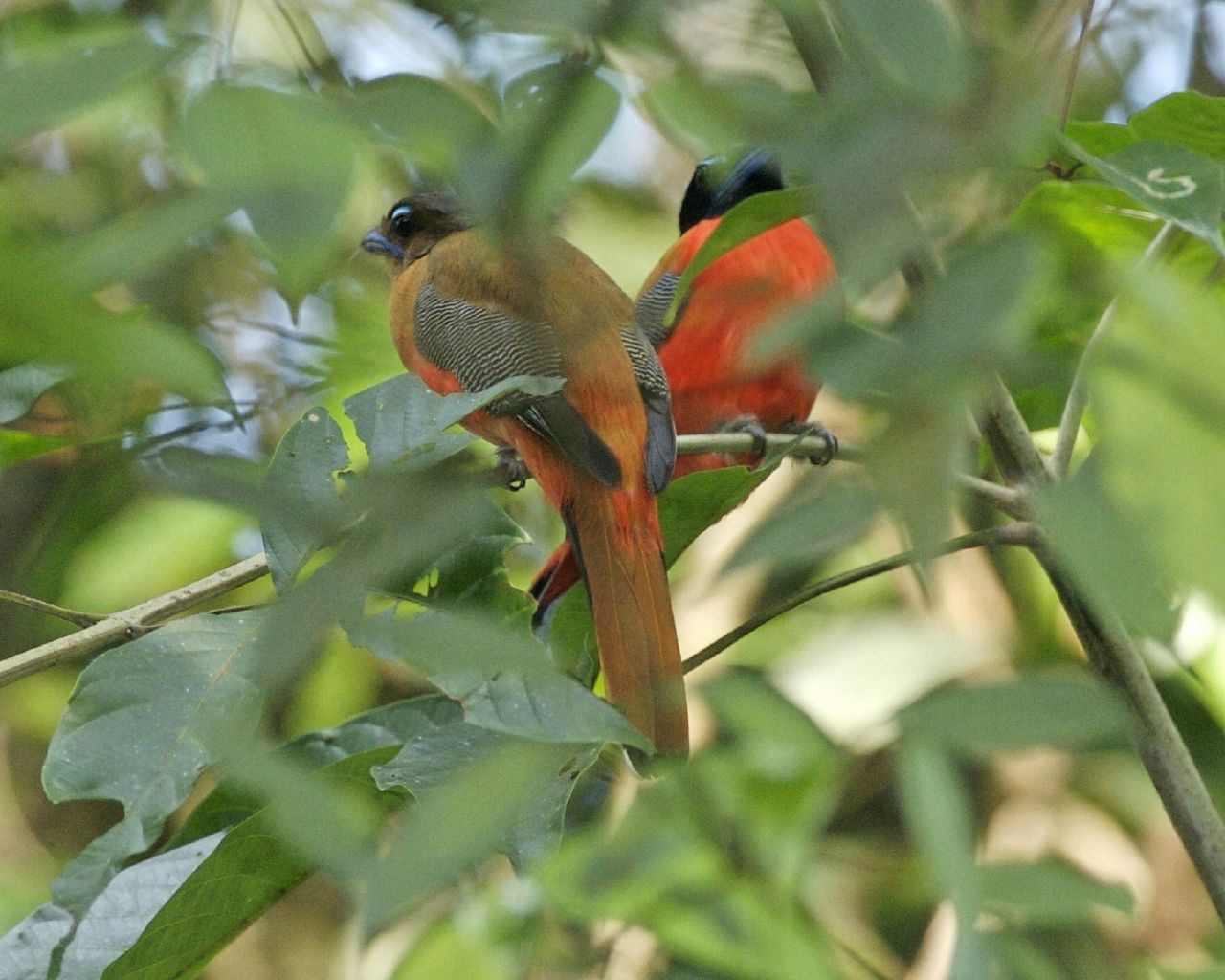
Harpactes duvaucelii

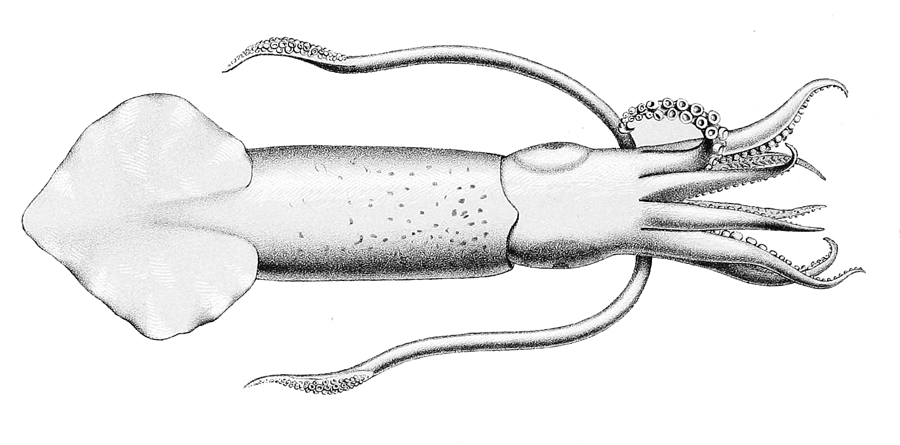
Dibuix de Uroteuthis duvauceli

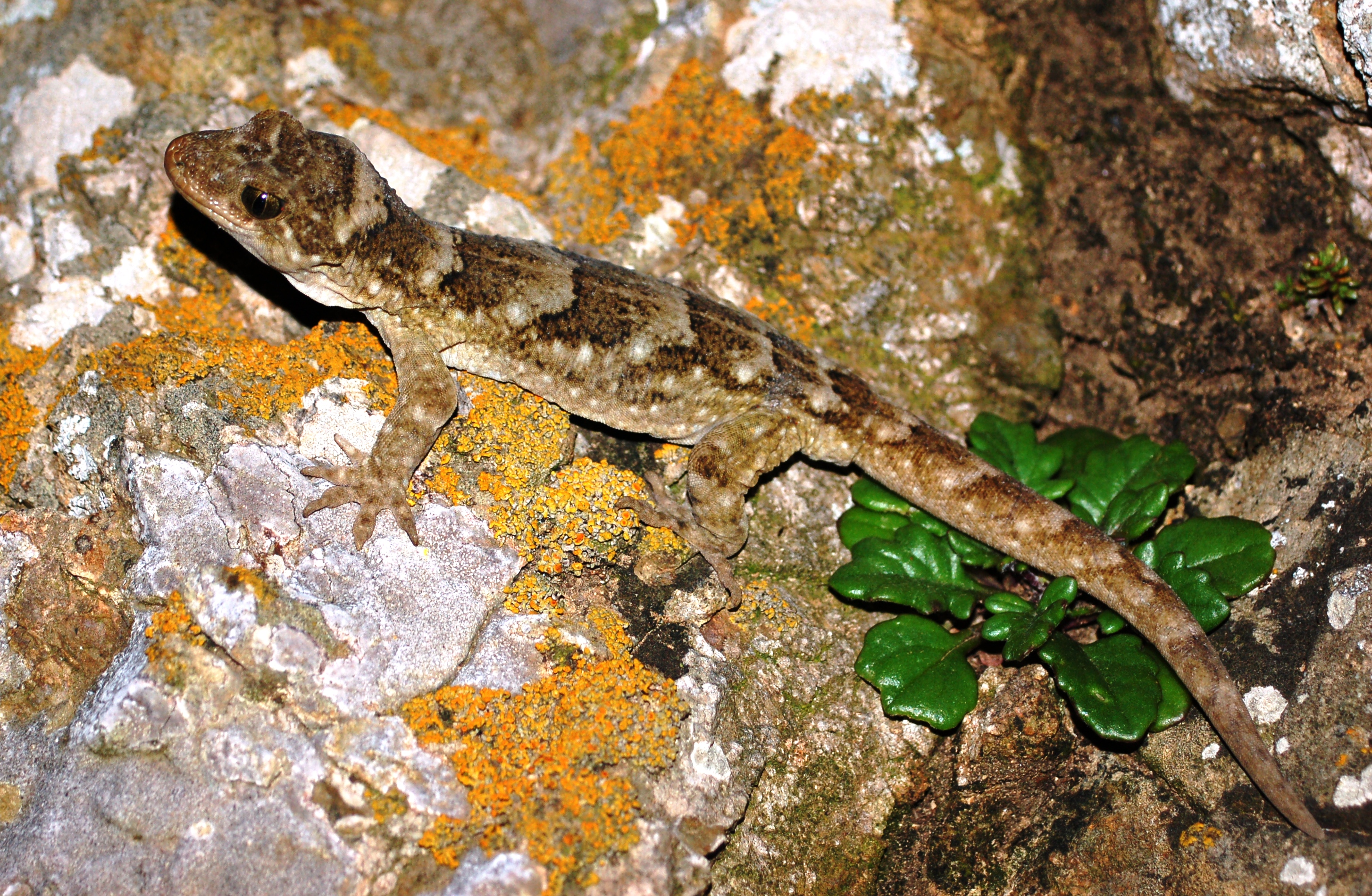
Hoplodactylus duvaucelii

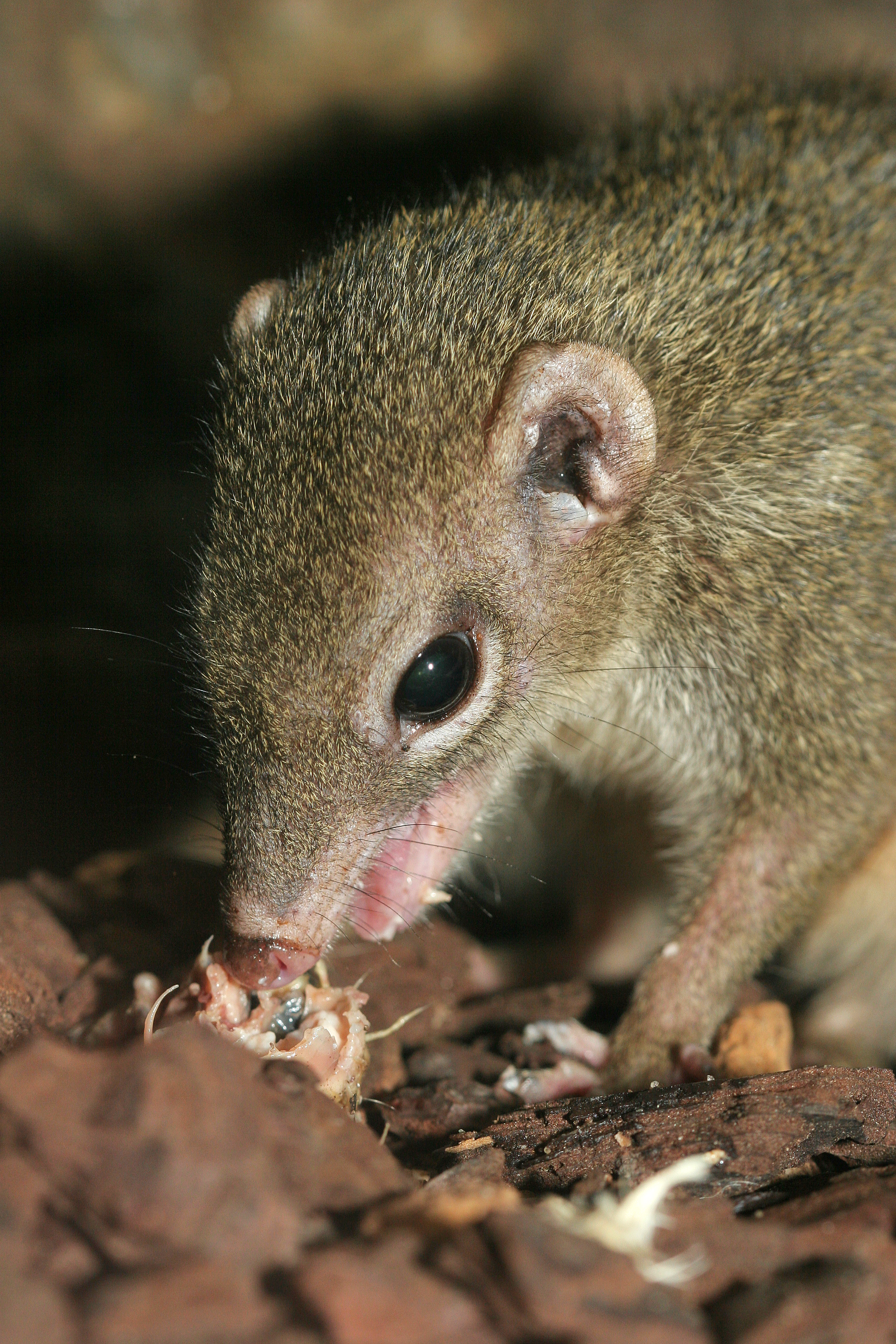
Tupaia glis el febrer del 1820

Alfred Duvaucel (Bièvres (Essonne), 4 de febrer del 1793 – Madras (Índia), agost del 1824) va ser un explorador i naturalista francès. Era fillastre de Georges Cuvier.

## Viatges a Àsia meridional
El desembre de 1817, Duvaucel va anar a l'Índia Britànica i arribà a Calcuta el maig de 1818, on es trobà amb Pierre-Médard Diard. Junts, es traslladaren a Chandannagar, aleshores un punt de comerç de l'Índia francesa i van recollir animals i plantes per al Museu d'Història Natural de París. El seu primer enviament va ser el juny de 118 consistent en un esquelet d'un dofí del Ganges un cap de iac tibetà i diverses espècies d'ocells.
El desembre de 1818, Thomas Stamford Raffles els invità a acompanyar-lo a les seves expedicions. Els seus espècimens van ser publicats l'any 1820 per Everard Home i planificats per a la seva publicació a Histoire naturelle des mammifères d'Étienne Geoffroy Saint-Hilaire i Frédéric Cuvier.

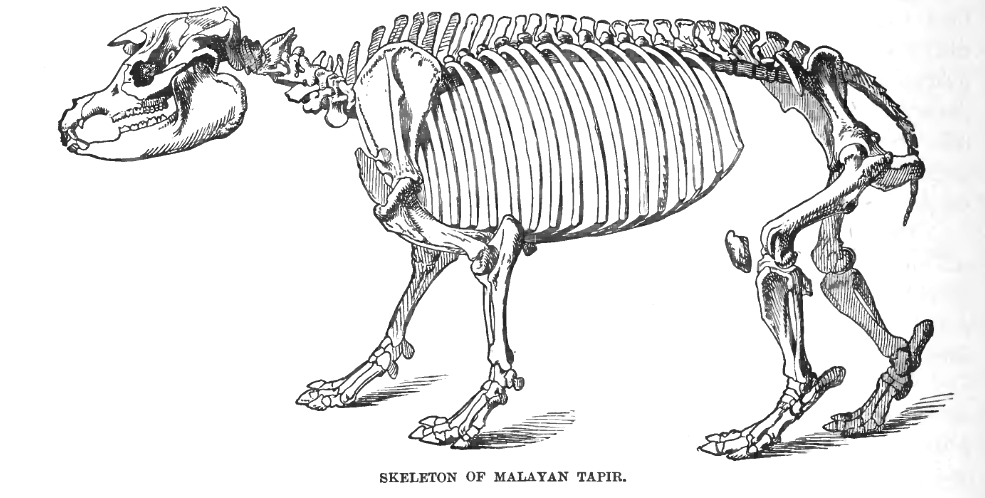
Dibuix d'un esquelet de tapir malai per Richard Lydekker, 1890

Duvaucel deixà Padang, i recollí espècimens del tapir de Malàisia, Rinoceront de Sumatra, diversos simis, rèptils, cérvols i axis de la zona i tornà a Calcuta i després a Chandannagar.
El juliol de 1821 a través del riu Hooghly, visità les ciutats de Hooghly i Guptipara, i es desplaçà pel riu Ganges fins a Dhaka. Des d'allà viatjà a Sylhet i explorà els boscos subtropicals de Meghalaya. El desembre tornà a Calcuta però emmalaltí de malària. Intentà explorar el Tibet però les restriccions polítiques ho van impedir i va limitar-se a explorar Benarés, i potser Katmandú al Nepal.
Duvaucel morí l'agost de 1824 a Madras, però el seu obituari no va ser publicat fins a l'abril de 1825.

## Publicacions
La primavera de 1822, l'Asiatick Society publicà el seu article "On the Black Deer of Bengal" incloent un dibuix d'un Cervus duvauceli observat a Bengala, Sumatra, i les muntanyes al nord de Sylhet.

## Llegat
El Museu d'Història Natural de París va rebre prop de 2.000 animals recollits conjuntament per Duvaucel i Diard a les Illes Grans de la Sonda. Incloïen 88 espècies de mamífers, 630 d'ocells 59 de rèptils i contenien animals dissecats, pells, esquelets, dibuixos i descripcions d'espècies notables com el tapir malai, el rinoceront de Sumatra, el rinoceront de Java, gibons, etc.
Alfred Duvaucel està commemorat en la nomenclatura binomial científica per un gran nombre d'espècies:
- El Barasingha Cervus duvaucelii — descrit per Georges Cuvier el 1823;[10]
- Harpactes duvaucelii — descrit per Coenraad Jacob Temminck el 1824;
- Vanellus duvaucelii — descrit per Rene Primevere Lesson el 1826;
- Naemorhedus duvaucelii — descrit per Charles Hamilton Smith el 1827 és un sinònim de Naemorhedus goral descrit el 1825 per Thomas Hardwicke;[11]